# フレディ・ビュアシュへの手紙
『フレディ・ビュアシュへの手紙』（仏語Lettre à Freddy Buache）は、ジャン＝リュック・ゴダール監督・脚本による1981年製作の12分の短篇、スイス映画である。

## 概要
スイス・ローザンヌ市創設500年記念映画として、市の発注でつくられた。ローザンヌは、1972年の「ジガ・ヴェルトフ集団」解散と製作会社「ソニマージュ」設立以来のゴダールの公私にわたるパートナー、アンヌ＝マリー・ミエヴィルの生誕の地である。ゴダールとミエヴィルは、同じヴォー州で、ローザンヌから見てニヨン寄りの小村ロールに1979年、工房を構えた。ニヨンは、ゴダールが両親の離婚までの期間を過ごした土地でもある。
タイトルに用いられたフレディ・ビュアシュは、ローザンヌのフィルム・アーカイヴ「シネマテーク・スイス」の創設者・館長（1951年 - 1996年）。また、作中ゴダールが呼びかける「イヴ」とは、ローザンヌ生まれの映画監督イヴ・イェルサンを指す（ゴダール監督の『勝手に逃げろ/人生』（1979年）で録音技師を務めたリュック・イェルサンは従弟にあたる）。
録音技師のフランソワ・ミュジーは、1980年の『パッション』以来のゴダール組の常連である。

## 作品データ
- プリント　イーストマン・カラー／1巻、307m／スタンダード・サイズ（1×1.37）
- 上映時間　12分
- ベータカムでビデオ撮影ののち、35ミリプリントへと変換。

## スタッフ・キャスト
- 監督　ジャン＝リュック・ゴダール
- 脚本　ジャン＝リュック・ゴダール
- 撮影　ジャン＝ベルナール・ムヌー
- 編集　ジャン＝リュック・ゴダール
- 音楽　モーリス・ラヴェル（『ボレロ』）
- 録音　フランソワ・ミュジー
- 協力　ピエール・バンジェリ、ジェラール・リュシ
- 出演　ジャン＝リュック・ゴダール　（本人として）
- 製作会社　ソニマージュ（グルノーブル[1]）、フィルム・エ・ヴィデオ・プロデュクシオン（ローザンヌ）

## 日本での受容
日本では2回、商業公開がなされている。初公開は1985年6月23日、『カルメンという名の女』と併映で当時東京のシネフィルのよりどころとなっていたシネ・ヴィヴァン六本木で、2002年8月17日には『JLG/自画像』と併映で東京・渋谷のユーロスペースでそれぞれ公開された。いずれも配給はフランス映画社、字幕は柴田駿。

## 註
1. ↑  「ソニマージュ」社の登記上の所在地をスイスに移動した形跡はない。本作が同社の最後の作品となった。